# Martin Balduin Kittel

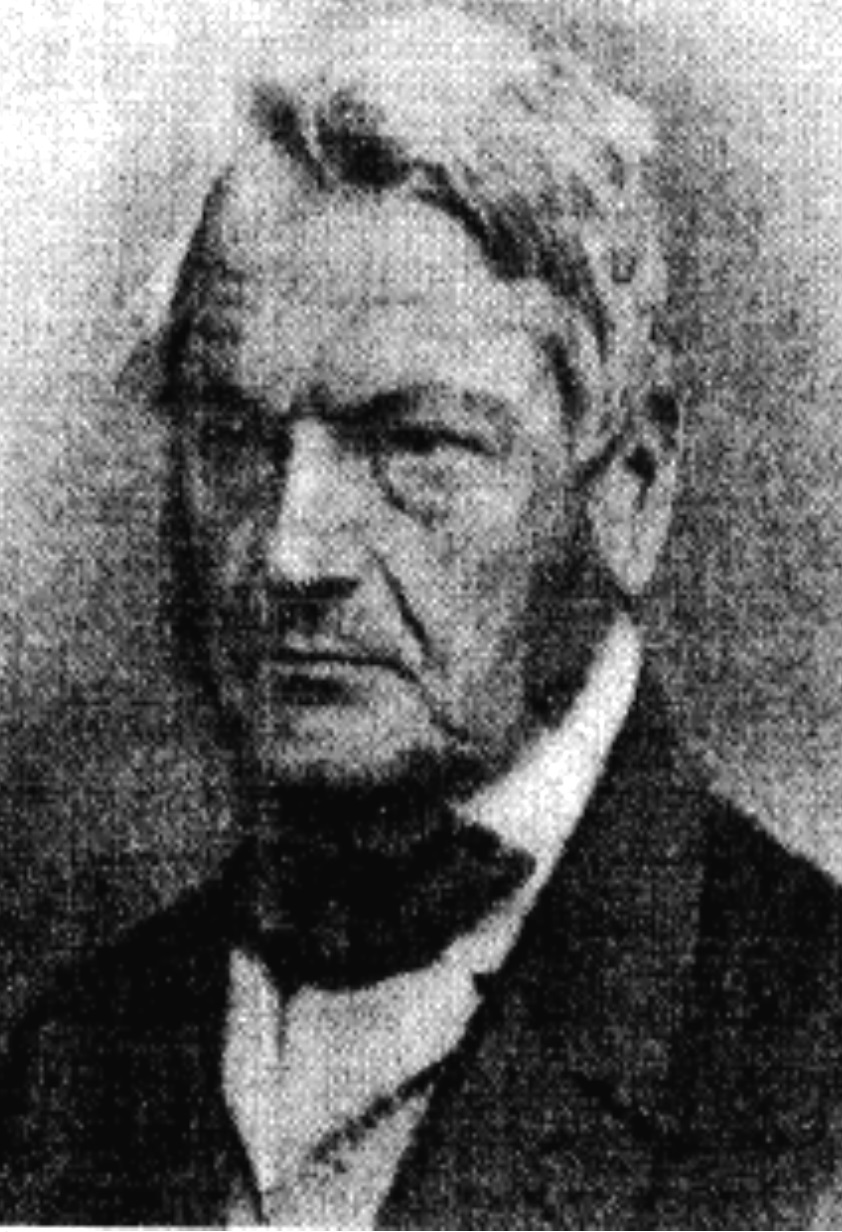
Martin Balduin Kittel (1798–1885)

Martin Balduin Kittel (* 4. Januar 1798 in Aschaffenburg; † 24. Juli 1885 ebenda) war Doktor der Medizin, Hofrat, Lokalhistoriker, Geologe und Botaniker.
Sein botanisches Autorenkürzel lautet „Kitt.“

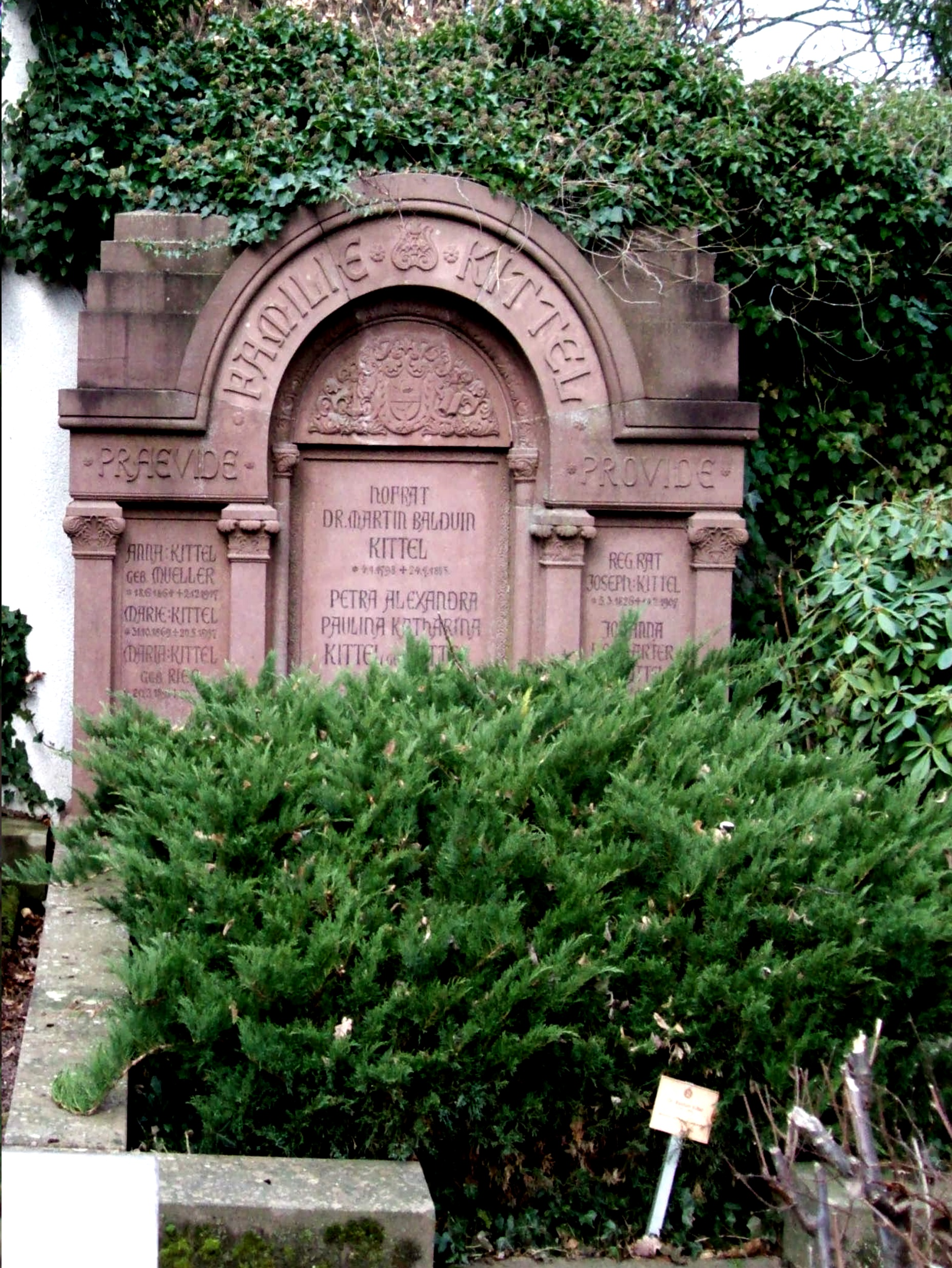
Grabstätte der Familie Kittel im Altstadtfriedhof Aschaffenburg

## Familie
Der erste genannte Kittel, war ein kurfürstlicher Fruchtmesser, der im Gefolge des Kurfürst-Erzbischofs Johann Schweikhard von Cronberg (1604–1626) nach Aschaffenburg kam. Inzwischen zu einer angesehenen Fischer- und Schifferfamilie geworden, erwarb der Großvater Reinhard Kittel vom Hofsattler Mötzel das Haus im Löhergraben 8, das er an seinen Sohn Franz Anton weitervererbte, der in erster Ehe mit Margaretha Dölger aus Obernau verheiratet war.
Der Rangschiffer und Holzhändler Franz Anton Kittel und seine zweite Ehefrau Elisabeth, geborene Wilhelm, sie stammte aus Heusenstamm im Landkreis Offenbach, waren die Eltern von Martin Balduin Kittel, dessen Geburtshaus in der Löherstraße 8 stand. Er besuchte die Volksschule und später das Gymnasium seiner Heimatstadt. Sein Schulgeld verdiente er sich als Hauslehrer, er gab den Söhnen angesehener Bürgerfamilien Nachhilfestunden. Er war Hauslehrer bei dem Sohne der Amtsschreiberswitwe Scheurer, deren Bücher er auch führte, weil sie einen Weinhandel betrieb. 1816 machte er Abitur, er betrieb philosophische Studien und immatrikulierte sich 1819 an der Universität Würzburg.
Am 22. Oktober 1838 heiratete er Wilhelmine Hulda Minette Leske (1819–1842). Wilhelmine Hulda war die Tochter des Buchhändlers Karl Wilhelm Leske aus Darmstadt und durch ihre Schwester Theone Georgine Julie Gertraude Emilie die Schwägerin von Carl Ludwig Krebs, Buchhändler in Aschaffenburg. 1839 wurde die gemeinsame Tochter Petra Katharina Kittel geboren.

## Berufsleben
In München studierte er Medizin und wurde 1822 mit der Note "eminens" (deutsch: hervorragend) promoviert. Ein Stipendium König Ludwig I. von Bayern erlaubte ihm ein Studium der Naturwissenschaft an der Pariser Sorbonne.
Er erwarb sich auch den philosophischen Doktorgrad. Am 9. November 1826 erhielt er die widerrufliche Genehmigung, an der Münchener Universität philosophische Vorlesungen halten zu dürfen. 1831 wurde er Professor für Naturwissenschaften am Aschaffenburger Lyzeum, dort lehrte er bis zu dessen Schließung im Jahre 1873. Von 1834 bis 1869 war er Rektor der neu eingerichteten königlichen Landwirtschafts- und Gewerbeschule in Aschaffenburg. Er war ein ausgezeichneter Geologe und Botaniker. Mineralien aus Deutschland und Frankreich hatte er zu einer umfangreichen und wissenschaftlich anerkannten Sammlung zusammengetragen, die er später dem Naturalienkabinett München übereignete. Der Lokalhistoriker Kittel beschäftigte sich auch mit Kunstgeschichte. In siebzehn Jahresprogrammen der Gewerbeschule veröffentlichte er in Wort und Bild die Bau- und Kunstwerke Aschaffenburgs.
In den 1830er Jahren erstellte er die erste geologische Karte von Aschaffenburg und seiner Umgebung.
1868 erhielt er vom bayerischen König Ludwig II. den Titel eines Hofrates verliehen.
Er erstellte, in Form von Karteikarten, die sogenannte „Kittel’sche Zettelsammlung“ über Ereignisse in Kunst, Kultur und Geschichte zu Aschaffenburg und seinem Umland. Kittel schöpfte bei seiner Sammlung zur Lokalgeschichte aus einem großen Fundus an Quellen, der inzwischen aus verschiedenen Gründen nicht mehr in diesem Umfang zur Verfügung steht (Verluste im Verlaufe der Zeit durch Kriegsereignisse u. a.). Das größte Problem besteht darin, dass in den meisten Fällen keine Quellen angegeben werden. Es lässt sich kaum mehr nachvollziehen, aus welchen Archivalien er seine verschiedenen Informationen zusammengetragen hatte. Die „Kittel’sche Zettelsammlung“ kann deshalb nicht mehr als seriöse Quelle in Betracht gezogen werden, aber liefert wertvolle Hinweise zu geschichtlichen Ereignissen und deren Zusammenhänge.
Er schrieb Bücher und Aufsätze, vor allem Fachliteratur. Als Arzt hat der Doktor der Medizin nie praktiziert.
Hofrat Dr. Martin Balduin Kittels Leben war geprägt von Bescheidenheit und Heimattreue. Der begabte und vielseitig ausgezeichnete Wissenschaftler starb am 24. Juli 1885 und wurde auf dem Altstadtfriedhof zu Aschaffenburg beigesetzt.
Die Stadt Aschaffenburg hat 1903 eine Straße nach ihm benannt.

## Ehrungen
- 1855 Wahl zum korrespondierenden Mitglied der Bayerischen Akademie der Wissenschaften[9]
- 1868 Hofrat (durch König Ludwig II. von Bayern)
- Ritter des Ordens vom Heiligen Michael

## Schriften und Werke
- Dr. Kittel: NEKROLOG des Bürgers und sehr thätigen Mitgliedes des landwirthschaftlichen Vereins Adam Kipp. in: Central-Blatt des landwirthschaftlichen Vereins in Bayern, München 1852 S. 19.
- Martin Balduin Kittel: Taschenbuch der Flora Deutschlands zum Gebrauche auf botanischen Excursionen, Verzeichniß der offenblüthigen Pflanzen der Umgegend von Aschaffenburg und des Spessarts. (Erste-zweite Abtheilung.) J.L. Schrag, Nürnberg 1853
- Martin Balduin Kittel: Die Bau-Ornamente aller Jahrhunderte an Gebäuden der königlich bayerischen Stadt Aschaffenburg. Lieferung 12: Kurze Geschichte des Heil. Geist-, Elisabethen- und Katharinen-Spitall. Aschaffenburg 1861
- Martin Balduin Kittel: Die Bau-Ornamente aller Jahrhunderte an Gebäuden der königlich bayerischen Stadt Aschaffenburg. Lieferung 17: Das Residenzschloss zu Aschaffenburg. Aschaffenburg 1868
- Martin Balduin Kittel: Die meteorologischen Verhältnisse Aschaffenburgs aus 36jährigen Beobachtungen und deren Resultate. Wailandt-Verlag, Aschaffenburg 1869
- Martin Balduin Kittel: Verzeichnis der offenblüthigen Pflanzen der Umgebung von Aschaffenburg und des Spessarts. Wailandt-Verlag, Aschaffenburg, 1871

Veröffentlichungen im Archiv des Historischen Vereins für Unterfranken und Aschaffenburg:
- Die Letzten der Edlen von Kugelnberg bei Aschaffenburg. In: Archiv des Historischen Vereins für Unterfranken und Aschaffenburg (AHVUF), Band 13, Heft 3, Würzburg 1855, gedruckt bei Friedrich E. Thein. S. 92–115
- Die Bedeutung der Weistümer für Geschichte und Rechtsaltertümer als Einführungsnotiz unterfränkischer Weistümer. In: AHVUF, Band 15, Heft 2–3, 1861, S. 295–306
- Weisthum über Brieses oder Prieschoß im Freigerichte Wilmundsheim und Notizen über die Geschichte dieser verschwundenen Ortschaften. In: AHVUF, Band 16, Heft 2–3, 1863, S. 258–276
- Weistümer. In: AHVUF, Band 17, Heft 1, 1864, S. 76–123
- Geschichte der freiherrlichen Familie von und zu Erthal. In: AHVUF, Band 17, Heft 2–3, 1865, S. 97–255
- Weistümer aus dem Bachgaue. In: AHVUF, Band 23, Heft 1, 1875, S. 163–192
- Geschichte der Stadt Obernburg. In: AHVUF, Band 23, 1875/76, S. 255–420